# کوه اولد راگ
کوه اولد راگ (به انگلیسی: Old Rag Mountain) یک کوه در ایالات متحده آمریکا است که در شهرستان مدیسون، ویرجینیا واقع شده‌است. کوه اولد راگ ۱٬۰۰۰٫۹۸ متر بالاتر از سطح دریا واقع شده‌است.